# 斯捷帕尼夫卡 (埃米利奇涅區)
50°52′1″N 27°57′30″E / 50.86694°N 27.95833°E
斯捷帕尼夫卡（烏克蘭語：Степанівка），是烏克蘭北部的村莊，隸屬日托米爾州的茲維亞赫爾區。該村面積2.79平方公里，海拔高度201米，2001年人口906，人口密度每平方公里324.61人。